# ستاره اسکارلت (گازمانیا)
ستاره اسکارلت (گازمانیا) (نام علمی: Guzmania) نام یک سرده از خانواده آناناسیان است.